# 基瑟尔巴赫
基瑟尔巴赫是德国莱茵兰-普法尔茨州的一个市镇。总面积9.13平方公里，总人口554人，其中男性279人，女性275人（2011年12月31日），人口密度61人/平方公里。